# .leclerc
.leclerc est un domaine de premier niveau générique (en anglais generic top-level domain ou gTLD). Il s'agit d'une extension privée de l'enseigne E.Leclerc et est réservée à cette dernière.
Ce domaine de premier niveau générique a été attribué lors d'un nouveau tour d’attribution par l'Afnic, et créé le 29 janvier 2015.

## Statistiques d'usage
En avril 2025, environ 1 157 domaines utilisent l'extension .leclerc.